# Кеті Зеферес
Кеті Зеферес (англ. Katie Zaferes, нар. 1 червня 1989) — американська тріатлоністка, бронзова призерка Олімпійських ігор 2020 року.

## Виступи на Олімпіадах
| Олімпіада           | Дисципліна | Місце |
| ------------------- | ---------- | ----- |
| Ріо-де-Жанейро 2016 | тріатлон   | 18    |
| Токіо 2020          | тріатлон   | 3     |

## Зовнішні посилання
- Кеті Зеферес — олімпійська статистика на сайті Sports-Reference.com (англ.) (архівна версія)

1. ↑  https://www.olympedia.org/athletes/132170